# Municipio de Axtla de Terrazas
Axtla de Terrazas es uno de los 59 municipios que constituyen el estado mexicano de San Luis Potosí. Se encuentra localizado al sureste del estado y aproximadamente a 349 kilómetros de la ciudad de San Luis Potosí. Cuenta con una extensión territorial de 187.98 km².
Según el II Conteo de Población y Vivienda de 2005, el municipio tiene 32,721 habitantes, de los cuales 16,298 son hombres y 16,423 son mujeres. Su nombre proviene del náhuatl (achtli) y se interpreta: "Lugar de las semillas", al que se le agregó de Terrazas en honor al revolucionario Alfredo M. Terrazas.

## Descripción geográfica

### Ubicación
Axtla de Terrazas se localiza al sureste del estado entre las coordenadas geográficas 21° 26′ N, y 98° 52′ W; a una altitud promedio de 349 m s. n. m.
El municipio colinda al norte con el municipio de Huehuetlán; al noroeste con Tampamolón; al este con  Tampacán; al sur con Matlapa; y al oeste con Xilitla.

### Orografía e hidrografía
Posee un territorio montañoso debido a su localización dentro de la Sierra Madre Oriental, sin embargo, posee algunas regiones planas al norte y al sur del municipio. Sus suelos se formaron en la era Mesozoica, y su uso principalmente es ganadero, forestal y agrícola. El municipio pertenece a la región hidrológica Panuco. Sus recursos hidrológicos son proporcionados principalmente por los ríos: Huichihuayán, Tamancillo, Moctezuma y el Axtla. Además, cuenta con arroyos de afluente temporal; así como algunos manantiales.

### Clima
Su principal clima es el semicálido húmedo; con lluvias en verano y sin cambio térmico invernal bien definido. La temperatura media anual es de 24.8°C, la máxima se registra en el mes de mayo (44 °C) y la mínima se registra en enero (6 °C). El régimen de lluvias se registra en el verano, contando con una precipitación media de 2,330.7 milímetros.

## Cultura

### Sitios de interés
- Río Tamancillo.

### Fiestas
Fiestas civiles
- Aniversario de la Independencia de México: 16 de septiembre.
- Aniversario de la Revolución mexicana: El 20 de noviembre.

Fiestas religiosas
- Semana Santa: jueves y viernes Santos.
- Día de la Santa Cruz: 3 de mayo.
- Fiesta en honor a San Isidro Labrador(santo patrono de los campesinos) 15 de mayo)
- Fiesta en honor de la Virgen de Guadalupe: 12 de diciembre.
- Día de Muertos: 4 de noviembre.
- Fiesta patronal en honor de Santa Catarina: 25 de noviembre.

Fiestas Patronale
- Santa Catarina de Alejandría Santo Patrono del Municipio: 25 de noviembre-

## Gobierno
Su forma de gobierno es democrática y depende del gobierno estatal y federal; se realizan elecciones cada 3 años, en donde se elige al presidente municipal y su gabinete. 
El municipio cuenta con 108 localidades, las cuales dependen directamente de la cabecera del municipio, las más importantes son: Axtla de Terrazas (cabecera municipal), Ahuacatitla, Agua Fría, El Aquichal, Arroyo de en medio, Arroyo Seco, Viejo Ayotoxco, El Cerro, Coamila, Coatzontitla, Comoca,Ahuacatitla, Jalpilla, Rancho Coyocala, Cuatecoyo, Cuatlácatl, Chimalaco, Cuayo Cerro, Las Cuevas, Chacuala y Chicaxtitla.

### Presidentes Municipales
- (1988-1991): Francisco Sánchez Pozos
- (1991-1992): Martina Meléndez Barragán
- (1992): Hilda Romero
- (1992-1993): Domingo Ramón
- (1993-1994): Rafael Januzzi Ocaña
- (1994-1997): Francisco Sánchez Pozos
- (1997-2000): Rafael Januzzi Ocaña

### Personajes ilustres
- HOMERO ACOSTA (1901-1991): Escritor y abogado por la Escuela Libre de Derecho, procurador general de Justicia en el Estado (1932), rector del Instituto Científico y Literario de San Luis Potosí, hoy Universidad Autónoma de San Luis Potosí (1932-1933), secretario general de Gobierno durante el Periodo del General Ildefonso Turrubiartes (1931-1935), representante del Gobierno del Estado de San Luis Potosí en la Cd. de México en 1939. Escribió varios libros, como: La canción olvida, en 1947, Canto a la Tierra, en 1958, Poema a la amada, Lluvia en otoño, en 1964 y Fuego, humo y cenizas, en 1977. La biblioteca pública municipal lleva su nombre desde 1985.

- ALDO TORRE FLORENZANO (1942-    ): Doctor en Fitoquímica por la Universidad de Montpellier en Francia.

- RICARDO SÁNCHEZ MÁRQUEZ: Abogado civilista, director de la Facultad de Derecho de la Universidad Autónoma de San Luis Potosí (2000-2005) y fue presidente del Supremo Tribunal de Justicia en el estado, desde el mes de enero de 2009, al mes de diciembre de 2010. Ha publicado varios libros de derecho, entre los que destacan: El parentesco en el derecho comparado: Con un estudio del derecho mexicano, de 1996, Derecho civil: Parte general, personas y familia y Código civil para el estado de San Luis Potosí, comentado por Ricardo Sánchez Márquez.

## Hermanamiento
- Guanajay (2003)[9]